# Benjamin Vanninen
Benjamin Vanninen   (Municipi de Sordavala, 29 de juny de 1921 - Heinola, 22 d'abril de 1975) fou un esquiador de fons finlandès que va competir durant la dècada de 1940. Era germà del també esquiador de fons Pekka Vanninen.
El 1948 va prendre part en els Jocs Olímpics d'Hivern de Sankt Moritz, on guanyà la medalla de bronze en la prova del 50 quilòmetres del programa d'esquí de fons. Vanninen maig guanyà cap títol finlandès, però guanyà la cursa dels 50 km dels Jocs d'esquí de Lahti el 1946 i 1948 i a Ounasvaara el 1946 i 1947.